# Spiriverpa cinerascens
Spiriverpa cinerascens är en tvåvingeart som först beskrevs av Cole 1923.  Spiriverpa cinerascens ingår i släktet Spiriverpa och familjen stilettflugor.
Artens utbredningsområde är Oregon. Inga underarter finns listade i Catalogue of Life.